# Первомай (Минская область)
Первома́й (бел. Першамай) — деревня в составе Фанипольского сельсовета Дзержинского района Минской области Беларуси. Деревня расположена в 21 километрах от Дзержинска, 21 километрах от Минска и 7 километрах от железнодорожной станции Фаниполь.

## История
Деревня известна с конца XVIII века как деревня в Минском повете Великого княжества Литовского в Минском повете Минского воеводства Великого княжества Литовского, находилось во владении Радзивиллов. В результате второго раздела Речи Посполитой (1793 год) Плеваки оказались в составе Российской империи. В 1800 году насчитывалось 12 дворов, где проживали 61 житель, являлась владением Доминика Радзивилла. В конце XIX — начале XX века деревня в составе Станьковской волости Минского уезда Минской губернии. В 1897 году, по данным переписи насчитывалось 10 дворов, проживали 69 жителей. В 1917 году тут насчитывалось 17 дворов, проживали 99 жителей.
С 20 августа 1924 года деревня находилась в составе Гричинского сельсовета Самохваловичского района Минского округа, с 23 марта 1932 года в составе Фанипальского сельсовета. Затем в составе Дзержинского польского национального района. 31 июля 1937 года полрайон был упразднён и деревня была включена в состав Минского района. С 20 февраля 1938 года находится в составе Минской области, которая была образована после упразднения окружной системы деления Белорусской ССР. С 4 февраля 1939 года в составе восстановленного Дзержинского района. В годы коллективизации был организован колхоз.
Во время Великой Отечественной войны с 28 июня 1941 года по 6 июля 1944 года деревня была оккупирована немецко-фашистскими захватчиками, на фронте погибли 6 жителей деревни. В 1960 году в деревне проживали 75 жителей, входила в состав колхоза «Октябрьская революция». 30 июля 1964 года деревня Плеваки, указом Президиума Верховного Совета БССР получила название Первомай. По состоянию на 1991 год в деревне насчитывалось 4 придомовых хозяйства, проживали 9 жителей. По состоянию на 2009 год находится в составе СПК «Октябрьская революция».

## Население
| Численность населения (по годам) | Численность населения (по годам) | Численность населения (по годам) | Численность населения (по годам) | Численность населения (по годам) | Численность населения (по годам) | Численность населения (по годам) | Численность населения (по годам) |
| 1800                             | 1897                             | 1909                             | 1960                             | 1991                             | 1999                             | 2004                             | 2009                             |
| -------------------------------- | -------------------------------- | -------------------------------- | -------------------------------- | -------------------------------- | -------------------------------- | -------------------------------- | -------------------------------- |
| 61                               | ↗69                              | ↗73                              | ↗75                              | ↘9                               | ↘6                               | ↗13                              | ↗15                              |
| 2017                             | 2018                             | 2020                             | 2022                             |                                  |                                  |                                  |                                  |
| ↗24                              | ↗28                              | ↗37                              | ↗43                              |                                  |                                  |                                  |                                  |